# Chačenské knížectví
Chačenské knížectví (arménsky Խաչենի իշխանություն, Chačeni iškhanutjun) byl rozměrově drobný arménský stát v období 13. do 17. století na historickém území Arcachu (Náhorní Karabach). Arabové nazývali zemi jako Chamsa podle pěti menších knížectví (chamsa nebo chamse znamená „pět“). Karabašská arménská knížectví byla silně vystavena silnému vlivu okolních velkých zemí vyznávajících islám a zvláště pak Persie, takže se drobné knížectví potýkalo se snahami o svou islamizaci. V roce 1603 si Írán podřídil Chamsu do pozice protektorátu a arménské knížectví přestalo existovat. Později Írán sponzoroval sloučení karabašských státečků do jednoho chanátu, který vznikl roku 1750.